# Светско првенство у даљинском пливању 2011 — 25 километара за жене
Светско првенство у даљинском пливању 2011 — 25 километара за жене одржано је у оквиру 14. Светског првенства у воденим спортовима у Шангају 2011. Такмичење је одржано на отвореним водама код обале плаже Ђиншан од 23. јула.
Учествовало је 23 такмичарки из 16 земаља.
Трка на 25 километара је због изузетно високе температуре воде, која је у јутарњим часовима износила 31 °C била је на ивици регуларности. Због високе температуре ранијих дана трка је почела рано ујутро, 2 сата раније од предвиђеног у сатници на почетку првенства. Трку није завршило више такмичарки, а неке које су завршиле трку однете су на носилима. Руководство америчког пливачког тима позвало је америчке пливаче да прекину трку, поучени искуством из прошле године, када је америчка пливачица Френ Крпен бронзана са Олимпијских медаља у Пекингу 2008. умрла током трке на 10 километара у Уједињениим Арапским Емиратима.

## Победнице
| Злато:                   | Сребро:                | Бронза:              |
| Ана Марсела Куња, Бразил | Ангела Маурер, Немачка | Алис Франко, Италија |

## Резултати
Такмичење је одржано 23. јула.
| Место | Пливач                         | Држава           | Време           | Заостатак       |
| ----- | ------------------------------ | ---------------- | --------------- | --------------- |
|       | Ана Марсела Куња               | Бразил           | 5:29:22,9       |                 |
|       | Ангела Маурер                  | Немачка          | 5:29:25,0       | + 2,1           |
|       | Алис Франко                    | Италија          | 5:29:30,8       | + 7,9           |
| 4     | Olga Beresnyeva                | Украјина         | 5:29:35,6       | + 12,7          |
| 5     | Мартина Грималди               | Италија          | 5:29:36,2       | + 13,3          |
| 6     | Ана Уварова                    | Русија           | 5:29:38,9       | + 16,0          |
| 7     | Celia Barrot                   | Француска (ФРА)  | 5:29:40,8       | + 17,9          |
| 8     | Margarita Dominguez Cabezas    | Шпанија          | 5:29:42,0       | + 19,1          |
| 9     | Silvie Rybarova                | Чешка            | 5:29:51,3       | + 28,4          |
| 10    | Cecilia Biagioli               | Аргентина        | 5:29:58,7       | + 35,8          |
| 11    | Марија Булахова                | Русија           | 5:34:21,2       | + 4:58,3        |
| 12    | Карла Ситић                    | Хрватска (ХРВ)   | 5:37:49,8       | + 8:26,9        |
| 13    | Естер Нуњез Морера             | Шпанија          | 5:38:09,6       | + 8:46,7        |
| 14    | Tash Harrison                  | Аустралија       | 5:53:35,4       | + 24:12,5       |
| 15    | Cao Shiyue                     | Кина             | 5:54:21,9       | + 24:25,0       |
| 16    | Sun Minjie                     | Кина             | 5:55:16,3       | + 25:53,4       |
| 17    | Ника Комазерник                | Словенија (СЛО)  | 6:00:43,8       | + 31:20,9       |
| –     | Јана Пешанова                  | Чешка            | Није завршила   | Није завршила   |
| –     | Zaira Edith Cardenas Hernandez | Мексико          | Није завршила   | Није завршила   |
| –     | Antje Mahn                     | Немачка          | Није завршила   | Није завршила   |
| –     | Клер Томпсон                   | Сједињене Државе | Није завршила   | Није завршила   |
| –     | Linsy Heister                  | Холандија        | Није стартовала | Није стартовала |
| –     | Haley Anderson                 | Сједињене Државе | Није стартовала | Није стартовала |